# Манга шоџо
Шоџо или манга шоџо (少女漫画 shōjo manga), јесте манга, намењена за младу, претежно тинејџерску, женску публику. Име је романизована јапанска реч 少女, дословно, „млада жена”. Манга шоџо покрива многе теме у различитим наративним стиловима, од историјске драме до научне фантастике, често са фокусом на романтици или емоцијама. Манга шоџо у суштини није стил или жанр, већ указује на циљну групу. Мушки еквивалент би била шонен манга.

## Историја
Посебни јапански часописи за девојчице, познати као часописи шоџо, први пут су се појавили 1902. са оснивањем Свет девојака (少女界 Shōjo kai) и наставио се са другима, као што су Свет девојака (少女世界 Shōjo Sekai) (1906) и дуготрајни Пријатељ девојака (少女の友 Shōjo no tomo) (1908).
Корени изгледа девојака са „широм отворним очима”, који се често карактеристика манги шоџо, постоје још од илустрација часописа шоџо током раног 20. века. Најзначајнији илустратори који се везују за овај стил у то време су били Јумеџи Такехиса, а посебно Џуничи Накахара, под утицајем луткака које је правио, често цртао женске ликове са великим очима у раном 20. веку. То је имало значајан утицај на рану мангу шоџо, евидентно у раду утицајних манга уметника као што су Макото Такахаши и Риоко Икеда.

## Неке од популарних манги шоџо
- Bishōjo Senshi Sailor Moon
- Nana
- Tokyo Mew Mew
- Skip Beat!